# Villamblard
Villamblard – miejscowość i gmina we Francji, w regionie Nowa Akwitania, w departamencie Dordogne.
Według danych na rok 1990 gminę zamieszkiwały 813 osoby, a gęstość zaludnienia wynosiła 40 osób/km² (wśród 2290 gmin Akwitanii Villamblard plasuje się na 511. miejscu pod względem liczby ludności, natomiast pod względem powierzchni na miejscu 518.).